# 중세 아일랜드어
중세 아일랜드어(아일랜드어: An Mheán-Ghaeilge) 혹은 중세 게일어는 게일어군에 속하는 언어이다.
아일랜드, 대부분의 스코틀랜드, 맨 섬에서 서기 900–1200년 경부터 사용된 후기 고대 영어와 초기 중세 영어의 동시대 영어이다. 현대 게일어군 언어(아일랜드어, 스코틀랜드 게일어, 맨어)는 모두 중세 아일랜드어의 후예이다.

## 문법
중세 아일랜드어는 융합형, VSO, 주격-대격 언어이며 연음화(lenition)를 자주 사용한다.
명사는 두 가지 성별로 쇠퇴한다. 남성, 여성, 중성 쇠퇴의 흔적이 남아 있다. 세 개의 숫자: 단수, 쌍수, 복수; 그리고 5가지 경우: 주격, 대격, 속격, 전치사, 호격. 형용사는 성, 수, 대소문자가 명사와 일치한다.
세 가지 시제에 대한 동사 활용: 과거, 현재, 미래; 네 가지 기분: 직설법, 가정법, 조건법, 명령법; 독립형과 종속형. 동사는 세 사람과 비인격적이고 에이전트가 없는 형태를 위해 활용된다. 부정, 의문, 가정, 관계절 등을 표시하는 많은 사전 조사가 있다.
전치사는 인칭과 수를 위해 활용된다. 다른 전치사는 의도된 의미론에 따라 다른 경우를 지배한다.

## 예시
Dún Eogain Bél forsind loch forsrala ilar tréntroch,
      ní mair Eogan forsind múr ocus maraid in sendún.
Maraid inad a thige irraibe ’na chrólige,
      ní mair in rígan re cair nobíd ina chomlepaid.
Cairptech in rí robúi and, innsaigthech oirgnech Érenn,
      ní dechaid coll cána ar goil, rocroch tríchait im óenboin.
Roloisc Life co ba shecht, rooirg Mumain tríchait fecht,
      nír dál do Leith Núadat nair co nár dámair immarbáig.
Doluid fecht im-Mumain móir do chuinchid argait is óir,
      d’iaraid sét ocus móine do gabail gíall [n]dagdóine.
Trían a shlúaig dar Lúachair síar co Cnoc mBrénainn isin slíab,
      a trían aile úa
 fo dess co Carn Húi Néit na n-éces.
Sé fodéin oc Druimm Abrat co trían a shlúaig, nísdermat,
      oc loscud Muman maisse, ba subach don degaisse.
Atchím a chomarba ind ríg a mét dorigne d’anfhír,
      nenaid ocus tromm ’malle, conid é fonn a dúine.
Dún Eogain.